# Ziemia Królowej Elżbiety

Ziemia Królowej Elżbiety zaznaczona kolorem różowym na mapie Brytyjskiego Terytorium Antarktycznego

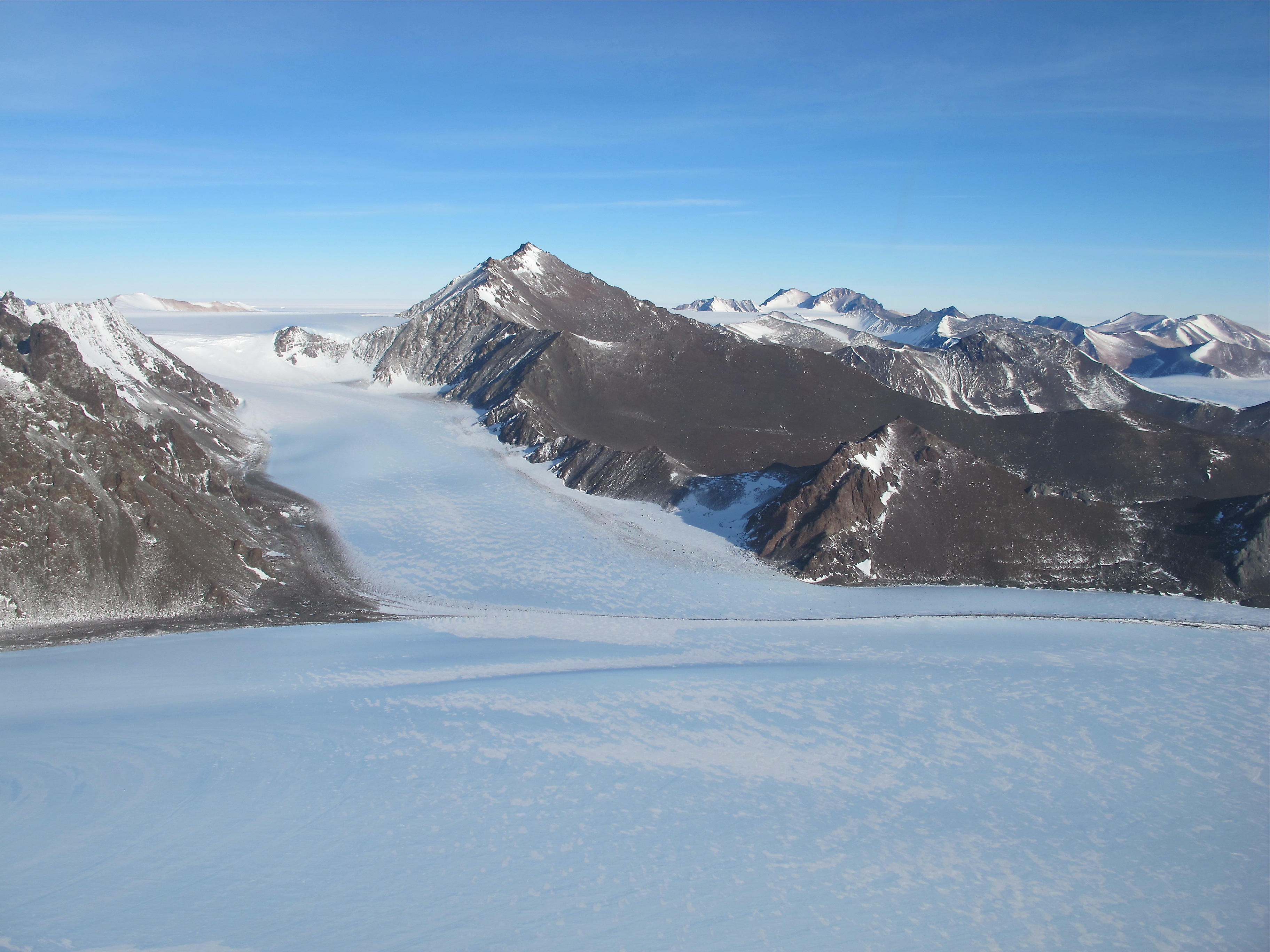
Lodowiec w górach Pensacola na obszarze Ziemi Królowej Elżbiety

Ziemia Królowej Elżbiety (ang. Queen Elizabeth Land) – obszar w zachodniej części Antarktydy, rozciągający się między południkami 20° W i 80° W oraz pomiędzy Lodowcem Szelfowym Ronne i Ziemią Coatsów a biegunem południowym, nazwany na cześć brytyjskiej królowej Elżbiety II.
Obszar znajduje się w południowej części Brytyjskiego Terytorium Antarktycznego i zajmuje około 437 000 km², co stanowi blisko 1/3 całego terytorium. Znaczna część obszaru znajduje się również w strefie roszczeń Argentyny (Antarktyda Argentyńska) i Chile (Chilijskie Terytorium Antarktyczne).
Nazwa terytorium została nadana 18 grudnia 2012 roku podczas wizyty królowej w Foreign and Commonwealth Office, w ramach obchodzonego przez nią diamentowego jubileuszu. Wydarzenie to spotkało się z negatywną reakcją ze strony Argentyny, która uznała je za przejaw imperializmu. Jest to drugie terytorium noszące imię Elżbiety II na tym kontynencie – w 1931 roku, na jej cześć nazwano Ziemię Księżniczki Elżbiety.
8 maja 2013 roku Komisja Standaryzacji Nazw Geograficznych poza Granicami Rzeczypospolitej Polskiej uchwaliła polski egzonim terytorium jako Ziemia Królowej Elżbiety.